# Leo VI van Armenië
Leo VI (Armeens: Լևոն Զ, Levon VI) (?, 1342 – Calais, 29 november 1393), van het huis Lusignan, was de laatste koning van Armeens Cilicië. Hij was als Leo VI, prins van Armenië en als Leo V, koning van Armenië. Hij regeerde van 1374 tot 1375.
Na het val van het koninkrijk, vertrok Leo VI naar Frankrijk. Hij is begraven in de Saint-Denisbasiliek naast de Franse koningen Karel Martel, Lodewijk XIV en vele anderen. Hij is eigenlijk de enige buitenlandse koning, die daar begraven is.